# Потрошитель разума
«Потрошитель разума» (англ. Mind Ripper) — американский научно-фантастический фильм ужасов, поставленный режиссёром Джо Гэйтон и спродюсированный Уэсом Крэйвеном. Премьера состоялась 8 октября 1995 года на телеканале HBO. Фильм изначально разрабатывался как триквел «У холмов есть глаза», однако в процессе производства были опущены все взаимосвязи (тем не менее, на Blu-ray он вышел с заголовком «У холмов есть глаза 3: Потрошитель разума»; в некоторых других странах «Потрошитель разума» также выдавался за триквел).

## Сюжет
Научный эксперимент по созданию сверхчеловека заходит в тупик. Чтобы остаться в живых, выведенное существо вынуждено питаться человеческим мозгом. Единственный человек, способный уничтожить монстра — гениальный учёный Джеймс Стоктон.

## Музыка
В фильме звучали песни:
- «Mammals» в исполнении Lucifer Wong.
- «Blacknailed Fingers» в исполнении Terrordactyl.
- «Back Down» в исполнении Charley Horse.
- «Bandit Swings» в исполнении Terrordactyl.
- «Bodies Piled Up» в исполнении Charley Horse.